# 즈보츠나야역
즈보츠나야역(러시아어: Звёздная)은 러시아 상트페테르부르크 시에 있는 상트페테르부르크 지하철 모스콥스코 페트로그라츠카야 선의 역이다. 1972년 12월 25일에 개통되었으며, 초기 역명은 "이메니 렌소베타"(소련 레닌그라드 명예 역명)라고 불렸다.
이 역은 크릴로프 주립 연구센터와 인접한다.